# NGC 3533
NGC 3533 (NGC 3557A) je spiralna galaktika u zviježđu Centauru. Naknadno je utvrđeno da je NGC 3557A ista galaktika.

## Vanjske poveznice
- (eng.) SEDS: NGC 3533
- (eng.) Revidirani Novi opći katalog
- (eng.) Izvangalaktička baza podataka NASA-e i IPAC-a
- (eng.) Astronomska baza podataka SIMBAD
- (eng.) VizieR